# Puerto La Cruz
Pour les articles homonymes, voir Puerto La Cruz.
Puerto La Cruz est une ville de l'État d'Anzoátegui au Venezuela, chef-lieu de la municipalité de Juan Antonio Sotillo et autour de laquelle s'articule la division territoriale et statistique de Capitale Puerto La Cruz. Ville portuaire et touristique sur la façade orientale du pays, dont la géographie variée est composée de plages, rivières, montagnes et vallées, elle comptait en 2009 une population de 356 237 habitants. Elle forme une conurbation avec la capitale de l'État, Barcelona, ainsi qu'avec les villes de Lechería et de Guanta, ce qui constitue l'aire métropolitaine la plus importante de l'est du Venezuela avec approximativement un million d'habitants.

## Économie
Puerto la Cruz accueille l'une des plus importantes raffineries pétrolières du Venezuela. Quelque 200 000 barils en sortent chaque jour tant pour la consommation nationale, que pour les Caraïbes (Cuba et Antilles principalement). Le tourisme est également une activité fondamentale pour la ville, et notamment le Parc national Mochima. Le secteur secondaire dispose d'une place conséquente (bâtiments, agro-industrie,...), au même titre que le primaire (culture de maïs, tubercules, café, cacao,...)

## Éducation
- Universidad de Oriente.UDO Universidad de Oriente, Núcleo Anzoátegui Av. Argimiro Gabaldón. Barcelona
- UGMA Universidad Gran Mariscal de Ayacucho. Barcelona
- UNIMET Universidad Metropolitana
- IUPSM Instituto Universitario Politécnico "Santiago Mariño". Barcelona
- USM Universidad Santa María (Núcleo Oriente). Barcelona
- UNA Universidad Nacional Abierta. Puerto La Cruz

## Sport

### Football
Puerto La Cruz possède 2 stades de football :
- Estadio José Antonio Anzoátegui (44 000 places), stade de l'équipe de première division du Deportivo Anzoátegui.
- Estadio Salvador de la Plaza (5 000 places), stade de l'équipe de seconde division de Atletico Nacional PLC.

### Baseball
Équipe de la ville : Caribes de Anzoátegui

### Basket
Équipe de la ville : Marinos de Anzoátegui

## Lieux d'intérêt
- Parc Andres Eloy Blanco
- Lagune Naturelle El Maguey
- Parc national Mochima

## Villes jumelées
- Barcelona, Venezuela.
- Johannesburg, Afrique du Sud.
- Trenton, États-Unis.
- Hermosillo, Mexique.
- Puerto de la Cruz, Espagne.

## Personnalités liées
- Nelson Martínez (1951) : chimiste et homme politique, ministre du Pétrole.